# Jingjiang
Jingjiang léase Ching-Chiáng (en chino, 靖江市; pinyin, Jìngjiāng shì; literalmente, ‘río Jing’) es un municipio bajo la administración directa de la Prefectura Taizhou en la provincia de Jiangsu, República Popular China. Su área es de 655 km² y su población total para 2010 fue cerca a los 700 mil habitantes.

## Administración
El municipio de Jingjiang se divide en 9 pueblos que se administran en 1 subdistrito y 8 poblados.